# Filemone il Giovane
Filemone il Giovane (Siracusa, seconda metà del III secolo a.C. – ...) è stato un poeta e drammaturgo siceliota, comico.

## Biografia
Fu figlio di Filemone di Siracusa, come riporta Suda, che risulta l'unica fonte che ne parli.

## Opere
Filemone junior scrisse cinquantaquattro commedie, di cui non abbiamo, tuttavia, che il titolo di una sola, I Focesi e riportò la vittoria negli agoni drammatici sei volte. Di queste opere non restano che tre brevi frammenti per una decina di versi, citati da Ateneo di Naucrati e da Stobeo.